# Osmin Hernández
Osmin Hernández (San Cristóbal, 15 luglio 1972) è un ex calciatore cubano, di ruolo attaccante.

## Carriera

### Club
Hernández giocò nel Pinar del Río, prima di passare in prestito ai tedeschi del Bonner nel 1995. Tornò poi al Pinar del Río, dove rimase fino al 2005, anno in cui si trasferì ai norvegesi del Flekkerøy. Terminata questa esperienza, fece ancora ritorno al Pinar del Río, dove chiuse la carriera.

### Nazionale
Giocò per la Nazionale cubana.